# Comuna Verborodînți, Starokosteantîniv
Verborodînți (în ucraineană Вербородинці) este o comună în raionul Starokosteantîniv, regiunea Hmelnîțkîi, Ucraina, formată din satele Hnatkî și Verborodînți (reședința).

## Demografie
Componența lingvistică a comunei Verborodînți
     Ucraineană (96,96%)
     Alte limbi (0,9%)
Conform recensământului din 2001, majoritatea populației comunei Verborodînți era vorbitoare de ucraineană (96,96%), existând în minoritate și vorbitori de armeană (2,15%).